# Robert Henry Pfeiffer
Robert Henry Pfeiffer (Bologna, 14 febbraio 1892 – Cambridge, 16 marzo 1958) è stato un assiriologo statunitense.

## Biografia
Nato in Italia da genitori statunitensi si laureò e conseguì il dottorato all'Università di Harvard. Fu ordinato pastore metodista nel 1916 e guidò una parrocchia a Sanborn, New York, dal 1916 al 1919. Nel 1922 fu assunto come professore all'Università di Harvard e fu nominato Hancock Professor di ebraico e altre lingue orientali nel 1953. Ha anche lavorato come professore alla Facoltà di Teologia dell'Università di Boston. Gli è stato assegnato il Guggenheim Fellowship in antropologia nel 1928, grazie al quale ha potuto trascorrere un anno a Baghdad nel 1928-29 come professore per l'American Schools of Oriental Research (ASOR). Pfeiffer ha anche lavorato come curatore del Semitic Museum di Harvard. È autore di numerosi libri, tra cui: Excavations at Nuzi (1929), Introduction to the Old Testament (1941), History of the New Testament Times, with an Introduction to the Apocrypha (1949), The Books of the Old Testament (1957), and Religion in the Old Testament: The History of a Spiritual Triumph (1961).